# 科爾皮利夫卡
49°59′5″N 27°14′16″E / 49.98472°N 27.23778°E
科爾皮利夫卡（烏克蘭語：Корпилівка），是烏克蘭的村落，位於該國西部赫梅利尼茨基州，由舍佩蒂夫卡區負責管轄，始建於1710年，面積41平方公里，海拔高度259米，2001年人口283，人口密度每平方公里6.91人。